# Acromyrmex
Acromyrmex — рід мурах з підродини мирміцин (Myrmicinae). Містить 32 види. Належить до групи мурах-листорізів.

## Поширення
Представники роду поширені в Центральній і Південній Америці та на островах Карибського регіону.

## Опис
Стеблинка між грудкою і черевцем складається з двох члеників: петіолюса і постпетіолюса (останній чітко відділений від черевця), жало розвинене, лялечки голі (без кокона).

## Спосіб життя
Ці мурахи вирізняються симбіозом з грибами Leucocoprinus з родини Agaricaceae, що вирощуються в мурашниках на основі пережованої листової маси. При цьому виник чотиристоронній симбіоз мурах, актиноміцетів і двох видів грибів. Актинобактерія Pseudonocardia допомагає мурашкам боротися з паразитичним грибком Escovopsis.
Різні види мурашок воліють вживати різні види грибів. І тому вони підтримують існування тільки того гриба, який їм необхідний для активного життя. Цариця при заснуванні нової сім'ї бере з собою у підротовій сумці невелику культуру кормового гриба. Робочі мурахи поліморфні, є як дрібні робітники, так і великі солдати з великими головами.
Мурахи-листорізи будують складні гнізда великих розмірів під землею, що характеризуються особливою конструкцією, яка забезпечує підтримку постійних та оптимальних показників вентиляції, вологості повітря та інших умов, що забезпечують вирощування грибів. Глибина підземних приміщень мурашника може сягати п'яти метрів. Вхід, зазвичай, веде до просторої камери, в яку складають подрібнене листя. Там і вирощується гриб. За грибницею доглядають мурахи-робітники. Як правило, вони досить маленького розміру. Мурахи-фуражири, які займаються доставкою листя, більшого розміру. Найбільші особини відповідають за охорону мурашника і доріжок, що ведуть до нього. Доглядом за личинками займаються мурахи-няньки. Вони приносять личинки на грибні плантації і там їх підгодовують. В одному мурашнику може проживати до кількох мільйонів мурах, при чому у великих колоніях може бути декілька цариць.

## Види
- Acromyrmex ambiguus Emery, 1888

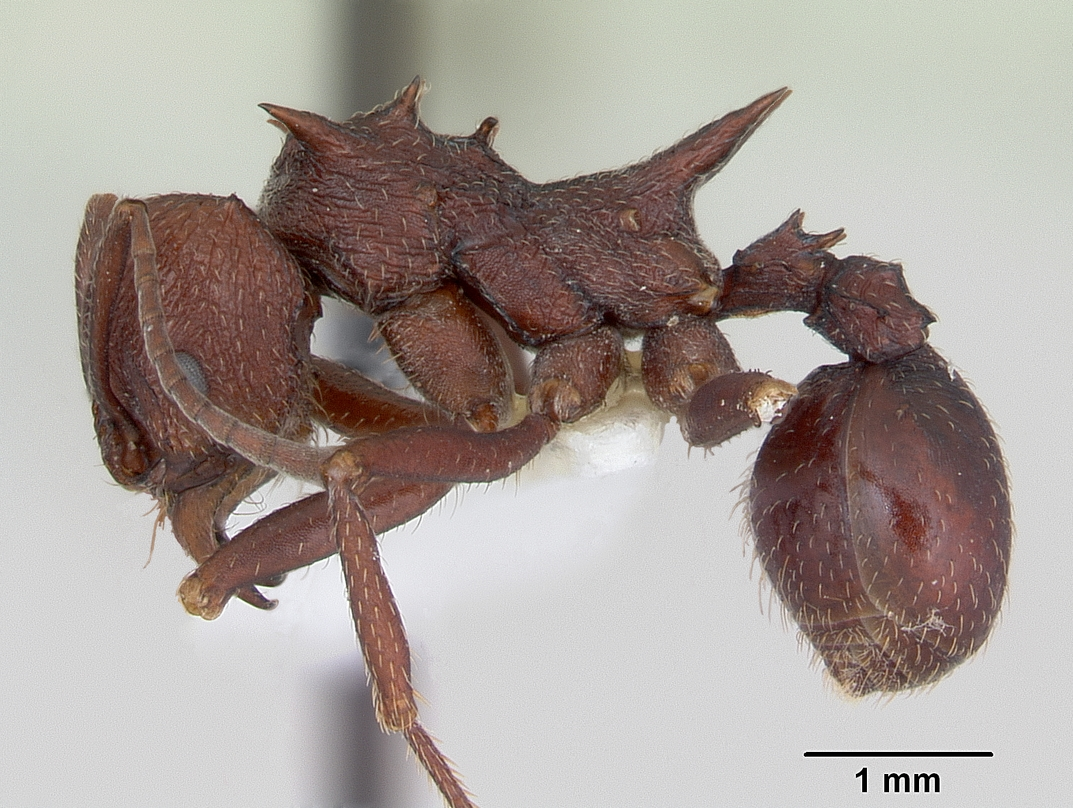
Acromyrmex striatus

- Acromyrmex ameliae  De Souza, Soares & Della Lucia, 2007
- Acromyrmex aspersus F. Smith, 1858
- Acromyrmex balzani Emery, 1890
- Acromyrmex biscutatus Fabricius, 1775
- Acromyrmex coronatus Fabricius, 1804
- Acromyrmex crassispinus Forel, 1909
- Acromyrmex diasi Gonçalves, 1983
- Acromyrmex disciger Mayr, 1887
- Acromyrmex echinatior Forel, 1899
- Acromyrmex evenkul Bolton, 1995
- Acromyrmex fracticornis Forel, 1909
- Acromyrmex heyeri Forel, 1899
- Acromyrmex hispidus Santschi, 1925
- Acromyrmex hystrix Latreille, 1802
- Acromyrmex insinuator  Schultz, Bekkevold & Boomsma, 1998
- Acromyrmex landolti Forel, 1885
- Acromyrmex laticeps Emery, 1905
- Acromyrmex lobicornis Emery, 1888
- Acromyrmex lundii Guérin-Méneville, 1838
- Acromyrmex niger F. Smith, 1858
- Acromyrmex nigrosetosus Forel, 1908
- Acromyrmex nobilis Santschi, 1939
- Acromyrmex octospinosus Reich, 1793
- Acromyrmex pubescens Emery, 1905
- Acromyrmex pulvereus Santschi, 1919
- Acromyrmex rugosus F. Smith, 1858
- Acromyrmex silvestrii Emery, 1905
- Acromyrmex striatus Roger, 1863
- Acromyrmex subterraneus Forel, 1893
- Acromyrmex versicolor Pergande, 1894
- Acromyrmex volcanus Wheeler, 1937